# Eleição para governador do Kansas em 2010
A eleição para governador do estado americano do Kansas em 2010 aconteceu no dia 2 de novembro de 2010. O candidato eleito terá um mandato de quatro anos,entre 2011-2015. O governador Mark Parkinson, que assumiu o cargo devido à nomeação de Kathleen Sebelius como secretário de Saúde e Serviços Humanos dos Estados Unidos, anunciou que não será candidato a reeleição em 2010. O senador Sam Brownback é o favorito e lidera as pesquisa contra potenciais adversários democratas.